# لاسلو بلادی
لاسلو بِلادی یا بِلَدی (مجاری: László Bélády با نام خودمانی لِس؛ زاده ۲۹ آوریل ۱۹۲۸، در بوداپست، درگذشته ۶ نوامبر ۲۰۲۱) یک دانشمند کامپیوتر مجار بود که به دلیل ابداع تئوری الگوریتم حافظه نهان با نام حداقل بلادی در زمان کارش در بخش پژوهش آی‌بی‌ام در سال ۱۹۶۶ مشهور شد. او همچنین وجود ناهنجاری بلدی را نشان داد. در طول دهه ۱۹۸۰، او سردبیر IEEE Transactions on Software Engineering بود.

## پس‌زمینه
بلادی لیسانس مهندسی مکانیک و سپس مدرک کارشناسی ارشد مهندسی هوانوردی را در دانشگاه فنی بوداپست در سال ۱۹۵۰ دریافت کرد. او پس از انقلاب مجارستان در ۱۹۵۶ مجارستان را ترک کرد و به عنوان نقشه‌کش در شرکت فورد موتور در کلن و مهندس آیرودینامیک در داسو اویاسیون در پاریس مشغول به کار شد. در سال ۱۹۶۱ به آمریکا مهاجرت کرد؛ در دهه‌های ۱۹۶۰ و ۱۹۷۰ عمدتاً در شهر نیویورک زندگی و در کالیفرنیا و انگلستان کار می‌کرد. وقتی به آی‌بی‌ام پیوست، فعالیت‌های اولیه‌اش در زمینه سیستم‌های عامل، معماری ماشین‌های مجازی، مدل‌سازی رفتار برنامه، مدیریت حافظه و گرافیک کامپیوتری مجموعه‌ها و امنیت داده‌ها بود.
از سال ۱۹۶۱ تا ۱۹۸۱، او در شرکت آی‌بی‌ام در مرکز تحقیقات توماس جی واتسون، به عنوان مدیر برنامه برای فناوری نرم‌افزار کار کرد. او در سال‌های آخر کار در آی‌بی‌ام، مسئولیت مهندسی نرم‌افزار در سراسر جهان را بر عهده داشت تا اینکه برای ایجاد آزمایشگاه تحقیقاتی نرم‌افزار خود به توکیو رفت. در سال ۱۹۸۱، او به مدت دو سال به عنوان مدیر مهندسی نرم‌افزار در مؤسسه علوم ژاپن کار کرد. در سال ۱۹۸۴ به شرکت فناوری میکروالکترونیک و کامپیوتر در آستین پیوست و برنامه فناوری نرم‌افزار آن را تأسیس کرد. او این برنامه را بر ایجاد فناوری پیشرفته برای کمک به طراحی توزیع شده سیستم‌های نرم‌افزاری پیچیدهٔ بزرگ متمرکز کرد. از سال ۱۹۹۱ تا ۱۹۹۸، او به عنوان رئیس و مدیرعامل آزمایشگاه تحقیقاتی میتسوبیشی الکتریک خدمت کرد. بلادی همچنین مشاور دانشگاهی از جمله عضویت در هیئت مشاوره علوم کامپیوتر در دانشگاه کلرادو بولدر و عضو خارجی فرهنگستان علوم مجارستان بوده‌است. در دوران بازنشستگی او بیشتر وقت خود را در بوداپست و آستین گذراند.

## یادداشت
1. ↑  شیوه آمریکایی